# Cappellano Segreto
I Prelati della Corte Pontificia si distinguevano in Prelati di mantellone e Prelati di mantelletta. Prelati di mantellone erano i Camerieri Segreti e d’Onore e i Cappellani Segreti e d’Onore di Sua Santità. Indossavano un abito in tutto paonazzo con una mantella munita di maniche e lunga fino ai piedi, detta mantellone. Essi, nelle funzioni papali o in speciali missioni pontificie, potevano indossare la cappa rossa. Il titolo di Cappellano Segreto, risalente al pontificato di Paolo IV, è stato abolito col Motu Proprio Pontificalis Domus così come l'abito detto di mantellone con una Instructio della Segreteria di Stato del 31 marzo 1969. Il titolo di Cappellano Segreto non è da confondersi con quello di Cappellano di Sua Santità, nato nel 1968 a seguito della riforma della Corte Pontificia, i Cappellani di Sua Santità derivano dai Camerieri Segreti Soprannumerari ed hanno funzioni diverse da quelle del Cappellano Segreto.

## Cappellano Segreto
I Cappellani Segreti avevano titolo e qualifica di monsignori di mantellone del papa che li avesse eletti. Essi celebravano quotidianamente nella cappella segreta pontificia. Nelle cappelle pontificie sedevano sull’ultimo gradino dell’altare e nei Pontificali sedevano sui gradini dell’altare papale.
Il Cappellano Segreto Caudatario era il primo dei Cappellani Segreti, cui seguiva il Cappellano Segreto Crocifero. I Cappellani Segreti godevano di un emolumento mensile di trentasei scudi ed erano di immediato servizio al pontefice nell'anticamera segreta. Oltre il Caudatario e il Crocifero, il numero degli altri Cappellani Segreti era a discrezione del Santo Padre. Nelle sacre funzioni ed in coro potevano indossare la cotta, ma non il rocchetto.

## Cappellano Segreto d'Onore
I Cappellani Segreti d'Onore, risalenti al pontificato di Clemente XII, avevano l’abito come gli altri Cappellani Segreti ed intervenivano alle cappelle pontificie, ed alle altre sacre funzioni, con titolo di monsignore; anche per essi la dignità era transitoria e decadeva con la morte del Pontefice che li avesse eletti, salvo che il titolo fosse connaturato ad un ufficio o canonicato particolari; ad esempio, i canonici dei Ss. Celso e Giuliano ebbero il titolo di Cappellani Segreti d’Onore dal 1914 e dal 1939 quello di Camerieri Segreti Soprannumerari, ma sempre durante munere, ossia solo per il periodo di durata del loro canonicato. Oltre all'uso della cotta, Benedetto XV concesse ai canonici dei Ss. Celso e Giuliano di poter indossare il rocchetto.

## Cappellano Segreto d'Onoreextra urbem
I Cappellani Segreti d'Onore extra urbem godevano il titolo di monsignore soltanto fuori Roma, appunto extra urbem. Il loro abito era il medesimo degli altri Cappellani Segreti, ma anch'esso soltanto fuori Roma. Laddove il papa si fosse recato nei luoghi di residenza di detti Cappellani, essi avrebbero indossato l'abito di mantellone e, nelle sacre funzioni, la cappa rossa con mostra di seta di egual colore, dando però sempre precedenza agli altri Cappellani Segreti. Come per tutte le cariche proprie dei Prelati di mantellone, anche questa decadeva alla morte del pontefice che li avesse nominati.

## Araldica dei Cappellani Segreti
Per quanto la legislazione della Chiesa si sia dimostrata, nei secoli, non del tutto esauriente circa le regole araldiche dei cappelli prelatizi. Nell’uso tradizionale i fiocchi, pur non avendo da principio un numero fisso, furono sempre disposti simmetricamente per file che vanno aumentando. Per i Cappellani Segreti era tollerato il cappello nero con tre fiocchi paonazzi per lato, in file 1.2.